# Kontinuumshypothese

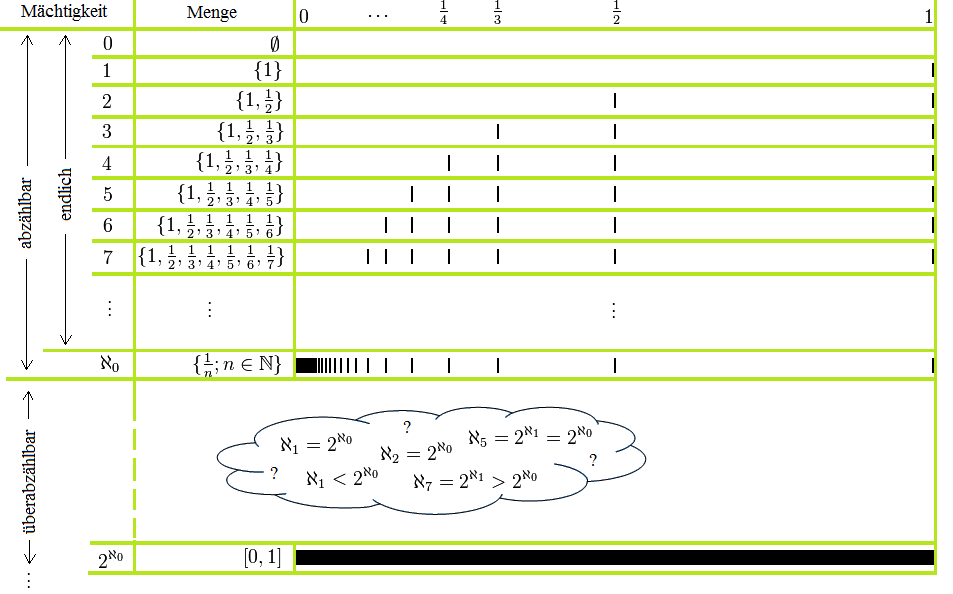
Die Mächtigkeit des Kontinuums bleibt in ZFC unbestimmt

Die Kontinuumshypothese wurde 1878 vom Mathematiker Georg Cantor aufgestellt und beinhaltet eine Vermutung über die Mächtigkeit des Kontinuums, das heißt der Menge der reellen Zahlen. Dieses Problem hat sich nach einer langen Geschichte, die bis in die 1960er Jahre hineinreicht, als nicht entscheidbar herausgestellt, das heißt, die Axiome der Mengenlehre erlauben in dieser Frage keine Entscheidung.

## Aussage

### Einfache Kontinuumshypothese
Die sogenannte einfache Kontinuumshypothese CH (englisch continuum hypothesis) besagt:
Es gibt keine überabzählbare Menge reeller Zahlen, deren Mächtigkeit kleiner ist als die der Menge aller reellen Zahlen.
Anders ausgedrückt:
Es gibt keine Menge, deren Mächtigkeit zwischen der Mächtigkeit der natürlichen Zahlen und der Mächtigkeit der reellen Zahlen liegt.
Oder:
Jede unendliche Teilmenge {\displaystyle M} von {\displaystyle \mathbb {R} } ist entweder gleichmächtig zu {\displaystyle \mathbb {R} } oder zu {\displaystyle \mathbb {N} } (in dieser Form von Kurt Gödel und Cohen verwendet).
Bezeichnet man, wie üblich, die Kardinalzahl (Mächtigkeit) der natürlichen Zahlen {\displaystyle \mathbb {N} } mit {\displaystyle \aleph _{0}} (siehe Aleph-Funktion), die darauffolgende Kardinalzahl mit {\displaystyle \aleph _{1}} und die Kardinalzahl der reellen Zahlen mit {\displaystyle {\mathfrak {c}}}, so heißt die Kontinuumshypothese formal:
{\displaystyle {\mathfrak {c}}=\aleph _{1}}.
Weiter kann man zeigen, dass die Mächtigkeit des Kontinuums mit der mit {\displaystyle 2^{\aleph _{0}}} bezeichneten Mächtigkeit der Potenzmenge von {\displaystyle \mathbb {N} } übereinstimmt. Eine häufig anzutreffende Formulierung der Kontinuumshypothese lautet daher
{\displaystyle 2^{\aleph _{0}}=\aleph _{1}}.

### Verallgemeinerte Kontinuumshypothese
Die verallgemeinerte Kontinuumshypothese (GCH, englisch generalized continuum hypothesis) besagt, dass für jede unendliche Menge {\displaystyle X} Folgendes gilt:
Ist {\displaystyle Y} eine Obermenge von {\displaystyle X}, die zu einer Teilmenge der Potenzmenge {\displaystyle {\mathcal {P}}(X)} von {\displaystyle X} gleichmächtig ist, so ist {\displaystyle Y} zu {\displaystyle X} oder zu {\displaystyle {\mathcal {P}}(X)} gleichmächtig.
Hat man auch das Auswahlaxiom zur Verfügung, so hat jede Menge eine Kardinalzahl als Mächtigkeit, und die verallgemeinerte Kontinuumshypothese besagt, dass für jede unendliche Menge {\displaystyle X} gilt:
Zwischen den Kardinalzahlen {\displaystyle |X|} und {\displaystyle |{\mathcal {P}}(X)|} liegt keine weitere Kardinalzahl.
Verwendet man die Aleph-Notation, so bedeutet dies:
Für jede Ordinalzahl {\displaystyle \alpha } gilt {\displaystyle 2^{\aleph _{\alpha }}=\aleph _{\alpha +1}}.
Mittels der Beth-Funktion lässt sich das noch kompakter schreiben:
Für jede Ordinalzahl {\displaystyle \alpha } gilt {\displaystyle \aleph _{\alpha }=\beth _{\alpha }}.
Da die erste Formulierung kein Auswahlaxiom verwendet, sind die nachfolgenden scheinbar schwächer. Tatsächlich folgt in der Zermelo-Fraenkel-Mengenlehre (ZF) aus der zuerst genannten Formulierung der verallgemeinerten Kontinuumshypothese nach einem Satz von Sierpiński das Auswahlaxiom. Daher sind die gegebenen Formulierungen vor dem Hintergrund der ZF-Mengenlehre äquivalent.

## Unabhängigkeit von ZFC
Kurt Gödel bewies 1938, dass die Kontinuumshypothese (CH) zur Zermelo-Fraenkel-Mengenlehre mit Auswahlaxiom (ZFC) relativ widerspruchsfrei ist. Das heißt: Wenn ZFC widerspruchsfrei ist, was allgemein angenommen wird, aber nach dem gödelschen Unvollständigkeitssatz nicht mit Hilfe von ZFC bewiesen werden kann, dann ist auch „ZFC + CH“ widerspruchsfrei. Dazu hatte Gödel innerhalb der ZFC-Mengenlehre die Teilklasse {\displaystyle L} der sogenannten konstruierbaren Mengen untersucht und konnte zeigen, dass in {\displaystyle L} ebenfalls alle Axiome der Mengenlehre gelten, aber darüber hinaus auch die Kontinuumshypothese erfüllt ist. Das bedeutet:
Aus der Zermelo-Fraenkel-Mengenlehre lässt sich die Kontinuumshypothese nicht widerlegen.
In den 1960er Jahren zeigte Paul Cohen mit Hilfe der Forcing-Methode:
Aus der Zermelo-Fraenkel-Mengenlehre lässt sich die Kontinuumshypothese nicht beweisen.
Anders ausgedrückt: Auch die Negation der Kontinuumshypothese ist zu ZFC relativ widerspruchsfrei; die Kontinuumshypothese ist also insgesamt unabhängig von ZFC. Für diesen Beweis erhielt Cohen 1966 die Fields-Medaille.
Daher kann die Kontinuumshypothese im Rahmen der Standardaxiome der Mengenlehre weder bewiesen noch widerlegt werden. Sie kann, ebenso gut wie ihre Negation, als neues Axiom verwendet werden. Damit ist sie eines der ersten relevanten Beispiele für Gödels ersten Unvollständigkeitssatz.
Die verallgemeinerte Kontinuumshypothese ist ebenfalls unabhängig von der Zermelo-Fraenkel-Mengenlehre mit Auswahlaxiom (ZFC). Dies folgt sofort aus der Beobachtung, dass die Verneinung von CH ja erst recht eine Verneinung von GCH ist und in Gödels konstruierbarem Universum {\displaystyle L} sogar GCH gilt. Der Satz von Silver schränkt die Möglichkeiten für die kleinste Kardinalzahl, für die die verallgemeinerte Kontinuumshypothese zum ersten Mal verletzt ist, ein. Der Satz von Easton zeigt, dass die verallgemeinerte Kontinuumshypothese für reguläre Kardinalzahlen in nahezu beliebiger Weise verletzt werden kann.

## Bedeutung
In der berühmten Liste von 23 mathematischen Problemen, die David Hilbert dem Internationalen Mathematikerkongress 1900 in Paris vortrug, steht die Kontinuumshypothese an erster Stelle.
Viele Mathematiker hatten im Umfeld dieses Problems bedeutende Resultate beigetragen, weite Teile der heute sogenannten deskriptiven Mengenlehre ranken sich um die Kontinuumshypothese.
Da die reellen Zahlen eine für viele Wissenschaften grundlegende Konstruktion darstellen und da Mathematiker platonischer Ausrichtung den Anspruch erheben, die Wirklichkeit zu beschreiben, war das Unentscheidbarkeitsergebnis unbefriedigend. Nach dem Beweis der Unabhängigkeit wurden die Versuche fortgesetzt, durch Hinzunahme möglichst natürlicher Axiome zur ZFC die Kontinuumshypothese doch noch zu entscheiden, zum Beispiel durch Axiome, die die Existenz großer Kardinalzahlen postulieren. Auch Gödel war davon überzeugt, dass sich die Hypothese so widerlegen ließe. In den 2000er Jahren meinte der Mengentheoretiker William Hugh Woodin, Argumente gegen die Gültigkeit der Kontinuumshypothese gefunden zu haben. Später wandte er sich von dieser Auffassung ab und konstruierte ein Modell für Kardinalzahlen, das er Ultimate L nannte, in Anlehnung an Gödels konstruierbares Universum {\displaystyle L}. In diesem Universum ist die verallgemeinerte Kontinuumshypothese wahr.

## Anwendungsbeispiele
Gelegentlich werden Aussagen unter der Annahme gemacht, dass die Kontinuumshypothese wahr sei. So ergeben sich beispielsweise bei der Potenzierung von Kardinalzahlen mit der GCH als Voraussetzung erhebliche Vereinfachungen. Es ist jedoch üblich, diese Voraussetzung dann explizit zu erwähnen, während die Verwendung des ZFC-Axiomensystems oder äquivalenter Systeme in der Regel unerwähnt bleibt.

### Beispiel aus der Maßtheorie
Im Folgenden sei die Kontinuumshypothese (und das Auswahlaxiom) als wahr angenommen und es wird mit ihrer Hilfe eine nicht messbare Teilmenge der Ebene {\displaystyle \mathbb {R} ^{2}} konstruiert. Man beachte, dass dies auch ohne Kontinuumshypothese (aber mit Auswahlaxiom) möglich ist.
Sei {\displaystyle \omega _{1}} die kleinste überabzählbare Ordinalzahl. Nach der Kontinuumshypothese gibt es dann eine Bijektion {\displaystyle T\colon [0,1]\to \omega _{1}}. Die ordinale Ordnung {\displaystyle <} auf {\displaystyle \omega _{1}} werde mit Hilfe dieser Bijektion auf {\displaystyle [0,1]} übertragen: Für {\displaystyle x,y\in [0,1]} gelte: {\displaystyle x\prec y:\Leftrightarrow T(x)<T(y)}.
Es sei {\displaystyle A:=\{(x,y)\in [0,1]\times [0,1]\mid x\prec y\}}. Mit {\displaystyle 1_{A}} bezeichnen wir die Indikatorfunktion der Menge {\displaystyle A}, also {\displaystyle 1_{A}\colon [0,1]\times [0,1]\to \{0,1\}} mit {\displaystyle 1_{A}(x,y)=1} genau dann, wenn {\displaystyle x\prec y}.
Für jedes {\displaystyle y\in [0,1]} sei {\displaystyle A_{y}:=\{x\in [0,1]\mid x\prec y\}}. Diese Menge ist für jedes {\displaystyle y} abzählbar, da {\displaystyle T(y)} als abzählbare Ordinalzahl nur abzählbar viele Vorgänger hat. Insbesondere ist daher {\displaystyle A_{y}} immer eine Lebesgue-Nullmenge: {\displaystyle \lambda (A_{y})=0}.
Weiter definieren wir für jedes {\displaystyle x\in [0,1]} die Menge {\displaystyle A^{x}:=\{y\in [0,1]\mid x\prec y\}}; das Komplement jeder dieser Mengen ist abzählbar, somit gilt {\displaystyle \lambda (A^{x})=1}.
Nimmt man an, dass {\displaystyle 1_{A}} messbar ist, so gilt unter Verwendung des Lebesgue-Integrals und des Lebesgue-Maßes {\displaystyle \lambda }
{\displaystyle \int _{0}^{1}\int _{0}^{1}1_{A}(x,y)\,\mathrm {d} x\,\mathrm {d} y=\int _{0}^{1}\lambda ({A_{y}})\,\mathrm {d} y=0,}
aber
{\displaystyle \int _{0}^{1}\int _{0}^{1}1_{A}(x,y)\,\mathrm {d} y\,\mathrm {d} x=\int _{0}^{1}\lambda ({A^{x}})\,\mathrm {d} x=1.}
Die Funktion {\displaystyle 1_{A}} ist also eine Funktion, die nach dem Satz von Tonelli nicht Lebesgue-messbar sein kann, die Menge {\displaystyle A} ist damit auch nicht messbar.

### Beispiel aus der Funktionentheorie
Wir betrachten Familien {\displaystyle {\mathcal {F}}} ganzer Funktionen, also solcher Funktionen {\displaystyle \mathbb {C} \to \mathbb {C} }, die sich auf ganz {\displaystyle \mathbb {C} } durch eine konvergente Potenzreihe darstellen lassen. Mit Hilfe des Identitätssatzes kann man folgende Aussage zeigen:
(1): Ist die Menge der Werte {\displaystyle \{f(z)\mid f\in {\mathcal {F}}\}} für jedes {\displaystyle z\in \mathbb {C} } endlich, so ist {\displaystyle {\mathcal {F}}} endlich.
Man beachte, dass in der Wertemenge die Funktion {\displaystyle f} variiert und der Punkt {\displaystyle z} fest ist, die Wertemenge und auch die Anzahl ihrer Elemente hängt von {\displaystyle z} ab. Wir stellen nun die Frage, ob diese Aussage richtig bleibt, wenn wir „endlich“ durch „abzählbar“ ersetzen und fragen also nach der Gültigkeit von
(2): Ist die Menge der Werte {\displaystyle \{f(z)\mid f\in {\mathcal {F}}\}} für jedes {\displaystyle z\in \mathbb {C} } abzählbar, so ist {\displaystyle {\mathcal {F}}} abzählbar.
Paul Erdős fand folgende überraschende Antwort:
Die Aussage (2) ist genau dann für jede Familie ganzer Funktionen wahr, wenn die Kontinuumshypothese (CH) falsch ist.

### Beispiel aus der Geometrie
Waclaw Sierpinski zeigte die Äquivalenz der Kontinuumshypothese zu Sätzen der elementaren Geometrie:
- Es gibt eine Zerlegung des {\displaystyle \mathbb {R} ^{3}} als {\displaystyle \mathbb {R} ^{3}=A\cup B\cup C}, wobei {\displaystyle A,B,C} jeweils endliche Schnittmengen mit jeder Parallelen zu den Koordinatenachsen {\displaystyle x,y} bzw. {\displaystyle z} haben – also {\displaystyle A} mit Parallelen zur {\displaystyle x}-Achse, {\displaystyle B} mit denen zur {\displaystyle y}-Achse und {\displaystyle C} mit denen zur {\displaystyle z}-Achse (Sierpinski 1952).[8][9]
- Es gibt eine Zerlegung des {\displaystyle \mathbb {R} ^{2}} in zwei Mengen {\displaystyle A,B}, wobei {\displaystyle A} die Vertikalen (die Parallelen zur {\displaystyle y}-Achse) und {\displaystyle B} die Horizontalen (die Parallelen zur {\displaystyle x}-Achse) in höchstens abzählbar unendlich vielen Punkten schneidet (Sierpinski 1919).[10][11] Oder in der Formulierung von Sierpinski in seinem Buch über die Kontinuumshypothese: Die Kontinuumhypothese ist äquivalent zu dem Satz Die Menge der Punkte der Ebene ist die Summe zweier Mengen {\displaystyle A,B}, wobei {\displaystyle A} höchstens durch die Menge der Ordinaten und {\displaystyle B} durch die der Abszissen abgezählt werden kann.[12]